# Institut national de sécurité routière et de recherches

Logo de l'INSERR, seul organisme national de formation spécifiquement responsable de la sécurité routière.

L'Institut national de sécurité routière et de recherches (INSERR) est un organisme français chargée de la conception et de la mise en œuvre de la formation de différents acteurs de la sécurité routière qui sont soumis à une obligation de formation pour exercer leur activité. 

## Histoire
L'École Nationale de Sécurité Routière et de Recherches (ENSERR) installée à Nevers, a été créée le 26 mars 1993 sous forme de Groupement d'intérêt public (GIP) d'une durée limitée à dix ans. Les modalités d'exercice du contrôle économique et financier auprès du groupement d'intérêt public ont été définies par arrêté du 12 mai 1993 . 
Dissous de plein droit le 26 mars 2003, le Groupement a été prorogé pour une durée de six ans avec une nouvelle dénomination : Institut National de Sécurité Routière et de Recherches (INSERR), la dénomination  « Institut » au lieu « d'École », étant plus en adéquation avec la nature et à la diversité des activités de l'organisme et de ses perspectives de développement. Le GIP a une nouvelle fois été prorogé de trois ans le 14 juin 2009 puis à nouveau de trois ans le 11 septembre 2012. 
L'INSERR est aujourd'hui le seul organisme national de formation spécifiquement responsable de la sécurité routière.

## Objet
Le groupement a pour objet :
- d’assurer la formation du corps des inspecteurs du permis de conduire et de la sécurité routière, du corps des délégués du permis de conduire et de la sécurité routière ainsi que de tout autre public exprimant le besoin d’une formation dans le domaine de la sécurité routière ;
- de mener et de développer des programmes d’études et d’expérimentations dans le domaine de l’éducation et de la formation à la sécurité routière et à la conduite automobile ;
- de participer à des travaux de recherche en réalisant notamment des actions de valorisation et de diffusion des travaux de recherche dans le champ de l’éducation routière.

Il peut mener des actions de coopération internationale.

## Composition
Le groupement comprend lors du renouvellement de 2012 les membres suivants :
- L'État, représenté par le ministre de l'éducation nationale, la garde des sceaux, ministre de la justice, le ministre du redressement productif, le ministre de l'intérieur, la ministre de l'écologie, du développement durable et de l'énergie, la ministre des affaires sociales et de la santé, la ministre de l'enseignement supérieur et de la recherche et le délégué interministériel à la sécurité routière ;
- Le conseil régional de Bourgogne ;
- Le conseil général de la Nièvre ;
- La ville de Nevers ;
- La chambre de commerce et d'industrie de la Nièvre ;
- La Fédération française des sociétés d'assurances ;
- Le Groupement des entreprises mutuelles d'assurance ;
- Le Comité des constructeurs français d'automobiles ;
- La Chambre syndicale internationale de l'automobile et du motocycle ;
- Le Conseil national des professions de l'automobile ;
- L'Institut national de recherche sur les transports et leur sécurité ;
- L'Université d'Aix-Marseille ;
- L'Université de Versailles-Saint-Quentin-en-Yvelines.

## Activités de formation
L'École nationale de sécurité routière et de recherches est en premier lieu une école chargée de la conception et de la mise en œuvre de la formation de différents acteurs de la sécurité routière qui sont soumis à une obligation de formation pour exercer leur activité. 

### Inspecteurs et délégués du permis de conduire et de la sécurité routière
Les  inspecteurs du permis de conduire et de la sécurité routière qui ont réussi le concours d’entrée suivent une formation professionnelle de 32 semaines dont l’INSERR assure l’entière maîtrise d’œuvre. Cette formation a été profondément rénovée depuis 2002, tant dans son contenu que dans ses méthodes, l’objectif étant de former une nouvelle génération d’inspecteurs, plus efficace dans son métier de base et apte à devenir un acteur à part entière de la sécurité routière au sein des préfectures et des directions départementales des territoires. L’effectif de la promotion 2003 s’élevait à 140 stagiaires

### Animateurs de stages de sensibilisation à la sécurité routière
La formation initiale, de six semaines, concerne les candidats à l'animation de stages « de sensibilisation à la sécurité routière » (psychologues diplômés et titulaires du Brevet d'aptitude à la formation des moniteurs (BAFM)). L'INSERR assure également l'animation de ce réseau  d'animateurs par le biais de l'organisation d’échanges d’informations, de formation continue, etc. Ce réseau comprenait 450 personnes en 2003 et 600 en 2012.

### Médecins appelés à siéger dans les commissions médicales primaires du permis de conduire
La formation initiale, de trois jours, concerne  les médecins appelés à siéger dans les commissions médicales primaires du permis de conduire ou à assurer ce type d’expertise dans leur cabinet à la suite de la réforme de 2009. 350 médecins auront ainsi été formés en 2003, le nombre total de médecins formés étant d’environ 2 500.

### Experts automobiles spécialisés
Les experts automobiles compétents pour les véhicules gravement accidentés ou économiquement irréparables suivent une formation à l'Inserr comportant une journée de formation « administrative » (organisée dans chaque département) et une journée « technique » (organisée dans les lycées professionnels agréés). Le nombre d’experts formés en 2003 était de 2 400.

## Activités d'expérimentation
L'INSERR met en œuvre d'importants programme d’études et de recherche appliquée, notamment pour le compte de la Délégation à la sécurité routière. Différents guides ont ainsi été produits par l'organisme : guide pour la formation des motocyclistes, guides pour l’apprentissage anticipé de la conduite ou refonte du guide pour la formation des automobilistes en 2002. De nombreuses autres études sont produites : utilisation des tests psychotechniques dans le cadre de la conduite automobile en France et en Allemagne, élaboration d’un nouveau cursus d’apprentissage de la sécurité et de la conduite automobile, etc. 
L'organisme conçoit et assure directement des formations particulières à caractère innovant ou expérimental : formation initiale et continue des conducteurs de l’administration, formation des responsables aux plans de prévention des risques routiers, élaboration d'un projet de formation post-permis, etc.